# جميلة بوحيرد
جميلة بوحيرد (1935 - ) مُقاوِمة جزائرية، من المناضلات اللاتي ساهمن بشكل مباشر في الثورة الجزائرية أثناء الاستعمار الفرنسي، في أواخر القرن العشرين.

## عن حياتها
ولدت جميلة بو حيرد في حي القصبة، الجزائر العاصمة، وكانت البنت الوحيدة بين أفراد أسرتها فقد أنجبت والدتها 7 شبان، رغم سنها الصغيرة آنذاك، واصلت جميلة تعليمها المدرسي ومن ثَم التحقت بمعهد للخياطة والتفصيل فقد كانت تهوى تصميم الأزياء. مارست الرقص الكلاسيكي وكانت ماهرة في ركوب الخيل.
عندما اندلعت الثورة الجزائرية عام 1954، انضمت بوحيرد إلى جبهة التحرير الوطني الجزائرية للنضال ضد الاحتلال الفرنسي وهي في العشرين من عمرها، ثم التحقت بصفوف الفدائيين وكانت أول المتطوعات مع المناضلة جميلة بو عزة التي قامت بزرع القنابل في طريق الإستعمار الفرنسي، ونظراً لبطولاتها أصبحت المطاردة رقم 1 حتى ألقي القبض عليها عام 1957 عندما سقطت على الأرض تنزف دماً بعد إصابتها برصاصة في الكتف، وهنا بدأت رحلتها القاسية من التعذيب وجملتها الشهيرة التي قالتها في ذاك الوقت:
بعد 3 سنوات من السجن تم ترحيلها إلى فرنسا وقضت هناك مدة ثلاث سنوات ليطلق سراحها بعد ذلك مع بقية الزملاء.

## قصة نضالها ضد الاستعمار

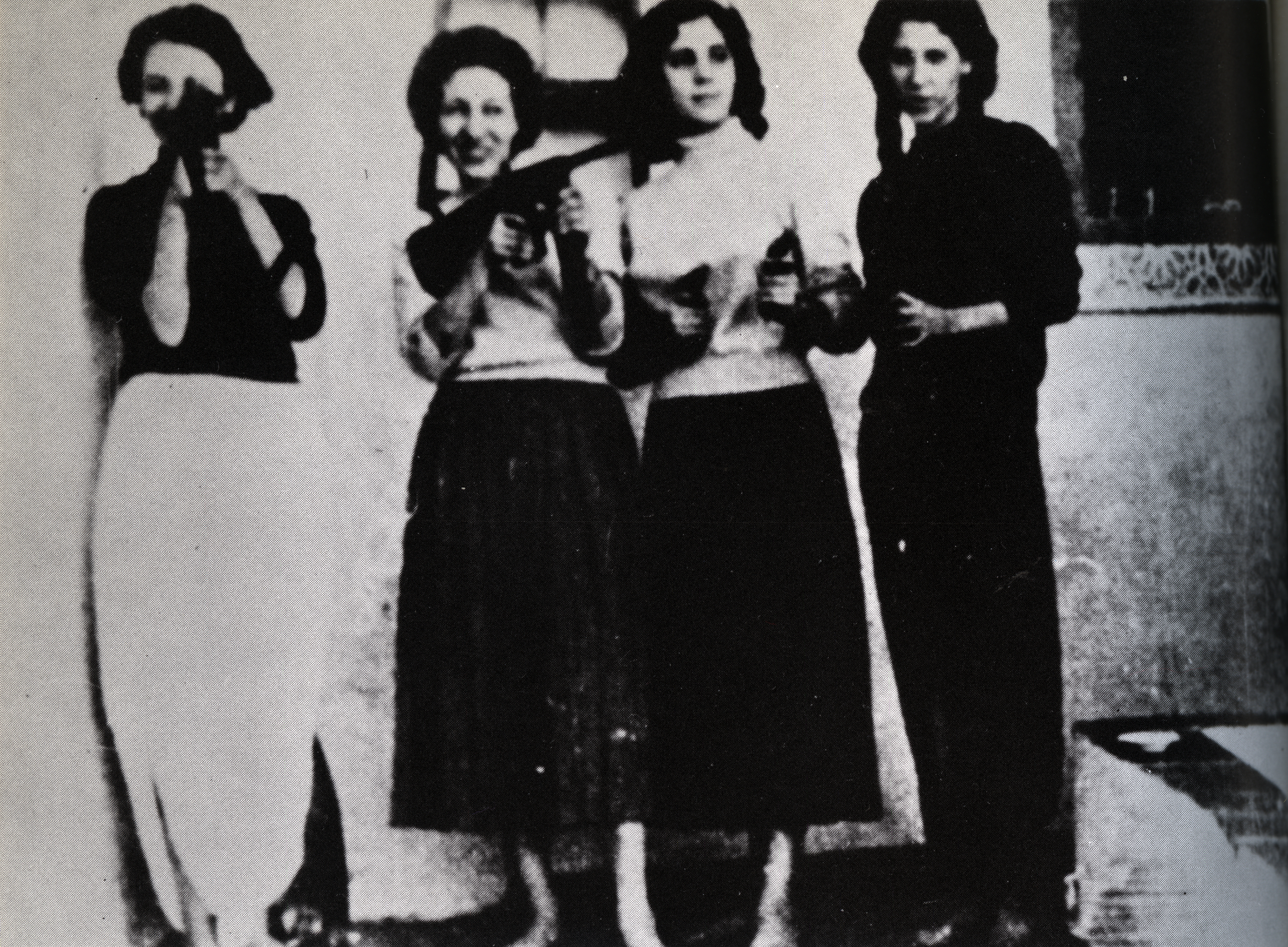
واضعات الألغام: لخضاري، ظريف، بوحيرد و بن بوعلي

كان الطلاب الجزائريون يرددون في طابور الصباح: فرنسا أُمُنا، لكنها كانت تصرخ وتقول: الجزائر أًمُنا، فأخرجها ناظر المدرسة الفرنسي من طابور الصباح وعاقبها عقاباً شديداً لكنها لم تتراجع وفي هذه اللحظات ولدت لديها الميول النضالية.
انضمت بعد ذلك الي جبهة التحرير الجزائرية للنضال ضد الاستعمار الفرنسي،، وكان دور جميلة النضالي يتمثل في كونها حلقة الوصل بين قائد الجبل في جبهة التحرير الجزائرية ومندوب القيادة في المدينة (ياسيف السعدي) الذي كانت المنشورات الفرنسية في المدينة تعلن عن دفع مبلغ مائة الف فرنك فرنسي ثمنا لرأسه! ونتيجة لبطولاتها أصبحت الأولى على قائمة المطاردين حتى أصيبت برصاصة عام 1957 وألقي القبض عليها عندما سقطت على الأرض تنزف دماً بعد إصابتها برصاصة في الكتف.
من داخل المستشفى بدأ الفرنسيون بتعذيب المناضلة، وتعرضت للصعق الكهربائي لمدة ثلاثة أيام من طرف المستعمر كي تعترف على زملائها، لكنها تحملت هذا التعذيب، وكانت تغيب عن الوعي وحين تفيق تقول الجزائر أُمُنا.
حين فشل المعذِّبون في انتزاع أي اعتراف منها، تقررت محاكمتها صورياً وصدر بحقها حكماً بالإعدام عام 1957، وأثناء المحاكمة وفور النطق بالحكم رددت جملتها الشهيرة:
| جميلة بوحيرد | أعرف أنكم سوف تحكمون علي بالإعدام لكن لا تنسوا إنكم بقتلي تغتالون تقاليد الحرية في بلدكم ولكنكم لن تمنعوا الجزائر من أن تصبح حرة مستقلة | جميلة بوحيرد |

وتحدد يوم 7 مارس 1958 لتنفيذ الحكم، لكن العالم كله ثار واجتمعت لجنة حقوق الإنسان بالأمم المتحدة، بعد أن تلقت الملايين من برقيات الإستنكار من كل أنحاء العالم. تأجل تنفيذ الحكم، ثم عُدّل إلى السجن مدى الحياة. وبعد تحرير الجزائر عام 1962، خرجت جميلة بوحيرد من السجن، وتزوجت محاميها الفيتنامي جاك فيرجيس سنة 1965 الذي دافع عن مناضلي جبهة التحرير الوطني خاصة المجاهدة جميلة بوحيرد والذي أسلم واتخد منصور إسماً له.
بوحيرد أشهر رمز للمقاومة في الجزائر، بل هي الأشهر علي الإطلاق عندما يذكر العرب إسماً لمناضلة، وقالت أنها ألهمت الشعراء، “حتى أن بعض النقاد أحصى ما يقرب من سبعين قصيدة كتبها عنها أشهر الشعراء في العالم العربي : نزار قباني، وصلاح عبد الصبور، بدر شاكر السياب، الجواهري و عشرات آخر.
من الأشعار التي قيلت فيها:

## بعد الاستقلال
بعد الاستقلال، تولت جميلة رئاسة اتحاد المرأة الجزائري، لكنها اضطرت للنضال في سبيل كل قرار وإجراء تتخذه بسبب خلافها مع الرئيس آنذاك، أحمد بن بلة. وقبل مرور عامين، قررت أنها لم تعد قادرة على احتمال المزيد، فاستقالت وأخلت الساحة السياسية.

## معرض صور

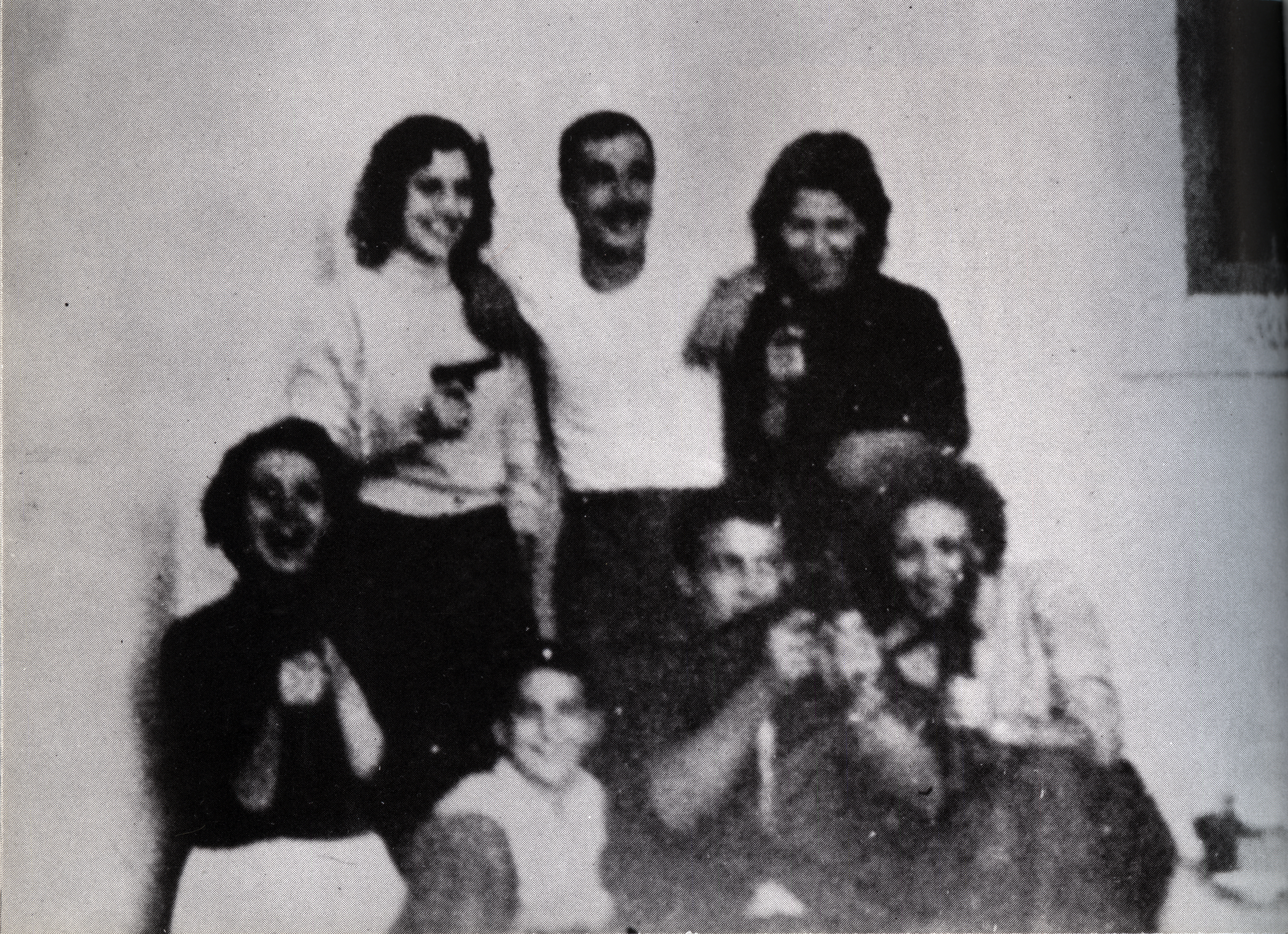
من اليسار إلى اليمين في الخلف: جميلة بوحيرد ، ياسف سعدي ، حسيبة بن بوعلي. في الأمام من اليسار : سامية الاخضري، بيتي عمر، علي لابوانت وزهرة ظريف.